# Conțești, Teleorman
Conțești là một xã thuộc hạt Teleorman, România. Dân số thời điểm năm 2002 là 3868 người.